# Сєверобайкальськ
Сєверобайка́льськ (бур. Хойто Байгалай хото) — місто (з 1980 року) в Республіці Бурятія Росії. Утворює Міський округ місто Сєверобайкальськ. 
 Населення — 24 000 осіб (2025).
Є найбільшим населеним пунктом, розташованим на березі озера Байкал.

## Географія
Сєверобайкальськ розташований на північному березі озера Байкал, за 440 км від Улан-Уде, за 500 км від Іркутська. Неподалік від міста знаходиться гирло річки Тиї.

## Історія
Історія Сєверобайкальська тісно пов'язана з Байкало-Амурською магістраллю — заснований як одна з основних точок залізничного проєкту. Було прийнято рішення побудувати нове місто за 20 км на північний захід від Нижньоангарська, що дозволило розвивати його в майбутньому. Спочатку розраховували збільшити населення до 140 000 чоловік.
Перші поселенці прибули 23 липня 1974 року і заснували трудовий табір, який спочатку складався з наметів і залізничних вагонів. Табір швидко виріс з розвитком залізниці і 29 вересня 1975 року утворене робітниче селище Сєверобайкальськ.
В 1978 році у селищі був побудований перший капітальний будинок (нині — Ленінградський пр., 4), про що свідчить меморіальна дошка. Серія 122 була спроєктована інститутом «ЛенЗНІІЕП» (зональний науково-дослідний інститут експериментального проєктування) спеціально для Сєверобайкальська. Через виключно складні умови району будівництва (сейсмічність 9 балів і вічномерзлі ґрунти основи, які підтавали в процесі експлуатації) будівлі серії відрізняються ламаною формою фасаду, що забезпечує підвищену сейсмостійкість. Два будинки утворюють незамкнене кільце, всередині якого знаходиться двір, захищений від наскрізного продування вітрами. Незвичайним зовнішнім виглядом п'ятиповерхівки роблять певне враження на гостей міста.
5 листопада 1980 року робітниче селище Сєверобайкальськ перетворене на місто республіканського (АРСР) підпорядкування. До завершення будівництва залізниці залишався партнером Ленінграда (нині — Санкт-Петербург).
Після завершення будівництва Байкало-Амурської магістралі відбувся занепад міста. Населення на початку 1980-х років становило 35 тис. осіб, в 1989 році — 28,3 тис., У 2002 році — 25,8 тис..
У місті знаходиться 5-й окремий морський навчальний центр (в/ч 7628), який готує для морських частин ВВ МВС РФ водолазів та обслуговувачів двигунів.
У побуті містяни називають своє місто Північним, СБК.

## Економіка
Залізнична станція Сєверобайкальськ Східно-Сибірської залізниці. У місті є управління Сєверобайкальським регіоном цієї залізниці, підприємства залізничного транспорту. Також — рибозавод, заготівля та переробка лісу, будівництво.